# Mašvina
Mašvina is een plaats in de gemeente Rakovica in de Kroatische provincie Karlovac. De plaats telt 6 inwoners (2001).